# Dialetto perugino
Il dialetto perugino è parlato in un'area di 15 comuni (tra i 92 dell'Umbria) attorno a Perugia, popolata da circa 250 000 abitanti. L'area interessata è racchiusa tra i comuni di Valfabbrica e Bastia Umbra ad est e di Tuoro sul Trasimeno ad ovest, tra la località di Pierantonio (Umbertide) a nord ed i comuni di Bettona, Torgiano, Deruta e Marsciano a sud.

## Confini approssimativi del dialetto
Per quanto riguarda i limiti, sempre approssimativi e più nello specifico, del dialetto perugino, si può partire dal Lago Trasimeno, la cui costa e i cui dintorni non sono completamente interessati dalla parlata perugina: difatti il bordo immaginario del dialetto lo si può far cominciare tra la frazione di Pieve Confini e quella di Fonte Sant'Angelo, nel comune di Tuoro sul Trasimeno, lasciando fuori dal dialetto questa seconda frazione e includendo solo la prima. Procedendo poco più a nord, il dialetto perugino ingloba per ultime le frazioni di Sanguineto, Torraccia e La Cima. In seguito il confine del vernacolo arriva a coincidere con quello umbro-toscano presso la frazione di Gosparini, inclusa nel dialetto. Questa coincidenza è presente fino alla città di Lisciano Niccone, inclusa nel dialetto, dopodiché il confine del perugino procede da ovest a est. Il perugino dunque ingloba la frazione di Crocicchie, nel comune di Lisciano Niccone e lascia fuori Preggio, frazione questa volta del comune di Umbertide, per poi toccare i dintorni di San Giovanni del Pantano, nel comune di Perugia. Di seguito il confine del perugino coincide con le frazioni di Sant'Orfeto (Perugia) e Pierantonio (Umbertide), includendole nel dialetto seppur con sfumature diverse; invade poi un lembo di territorio a nord-est, in cui si trovano le frazioni di Pietramelina (Perugia) e di Castiglione (Gubbio). Andando un po' più a est e poi a sud, il limite del perugino passa a est delle frazioni eugubine di Scritto, Lastreto e Bellugello, incluse nel perugino. All'altezza di quest'ultima frazione, il confine curva a sud-est facendo entrare nel dialetto le frazioni di Giomici e Poggio San Dionisio, nel comune di Valfabbrica. Anche la città stessa di Valfabbrica è inclusa nel dialetto e procedendo da lì verso ovest il confine del perugino coincide solo a tratti con il corso del fiume Chiascio. Infatti la frazione perugina di Pianello (Perugia) è per poco dentro al dialetto, mentre la frazione di San Gregorio (Assisi) è lasciata fuori. Rientrano nel vernacolo perugino invece le frazioni assisane di Torchiagina e di Petrignano. Va precisato che da Pianello al margine nord della Strada statale 147 di Assisi il bordo del perugino coincide col fiume Chiascio, mentre dalla strada statale prima citata il confine tira verso ovest fino al confine tra i comuni di Perugia e di Bastia Umbra, vale a dire tra Collestrada e Ospedalicchio. Solo Collestrada è inclusa nel dialetto in questa zona, mentre sono lasciate fuori Ospedalicchio, Madonna Campagna e Bastia Umbra. Da Collestrada, il limite del perugino va verso sud e il dialetto ingloba Brufa, nel comune di Torgiano e la città di Bettona (sino alla frazione adiacente di Passaggio). Da lì il confine del perugino curva verso sud-ovest e la parlata perugina include Castelleone (Deruta), Casalalta, nel comune di Collazzone e Ripabianca, nel comune di Deruta. Da questa frazione, il bordo del perugino si dirige in maniera irregolare da est a ovest fino alla frazione di Morcella, nel comune di Marsciano (questa frazione si può dire inclusa nel perugino). Da qui, il limite del dialetto segue il corso del Nestore (fiume) a retroso. Si può vedere come Compignano sia di parlata perugina, mentre Vallicelle e Mercatello (Marsciano) non lo siano. Da Mercatello, il confine del perugino prosegue verso ovest lasciando fuori dal dialetto anche Monte Vibiano Vecchio, frazione marscianese. Dopodiché il bordo del perugino va per un po' a sud-ovest e poi tutto a ovest. In questo lembo di territorio le località incluse nel perugino sono La Fontana, Vignaie, Ponibbiale e Piegaro (sono tutte località del comune di Piegaro). Dalla città di Piegaro, il limite del perugino si dirige verso nord fino alla costa sud-occidentale del Lago Trasimeno. Le zone incluse nel dialetto in questa parte di territorio sono quelle della cittadina di Paciano, poi la frazione di Macchie, nel comune di Castiglione del Lago, quella di Panicarola ed infine quella di Carraia (sempre Castiglione del Lago).

## Il dialetto
Il perugino a sua volta può essere suddiviso in tre aree linguistiche, ovvero la città, il contado e le aree di confine, che risentono degli influssi dei dialetti limitrofi.
In città il dialetto perugino è tuttora molto diffuso fra i perugini. Il dialetto del capoluogo è giunto sino ai giorni nostri grazie al lavoro dei numerosi poeti dialettali e di diversi studiosi di vernacolo. A questo proposito si ricorda il vocabolario (corredato pure da una breve grammatica) pubblicato dall'Università di Perugia nel 1970 ed opera di Luigi Catanelli. Nel 2006 è nata pure un'Accademia del Donca (Donca = "Dunque"), il cui nome è fondato su un evidente ossimoro: il termine elitario "Accademia" e il popolare "donca", tradizionale interlocuzione di ogni affabulazione svolta intorno al focolare nella civiltà contadina. Lo scopo è quello di pervenire ad una statuizione condivisa della grafia del dialetto perugino, il cui prototipo è costituito dalla pagina di Claudio Spinelli, il più importante poeta in dialetto (l'equivalente di Sandro Penna, per la poesia in lingua). È stato creato anche un dizionario online chiamato "Wikidonca".
Il dialetto perugino è accettato nelle tre varianti: quella urbana, quella dei "borghi" (storici quartieri cittadini) e quella rurale del contado. Il contado inizia con le aree periferiche della città, ed è possibile cogliere sfumature linguistiche differenti tra l'area dei ponti sul Tevere (Ponte San Giovanni, Ponte Valleceppi, Pretola, Ponte Felcino, Ponte Pattoli) e la zona di Magione.
Il perugino, come altri dialetti umbri, presenta proprie spiccate peculiarità. A differenza del tifernate e del borghese, quest'ultimo parlato all'estremità settentrionale dell'Umbria nei pressi di San Giustino, che hanno influssi romagnoli, dal fulginate, dall'assisano, dal ternano e dallo spoletino che hanno influenze reciproche con i dialetti marchigiani centrali e il dialetto sabino, e dell'orvietano che risente del viterbese, il perugino lascia trasparire alcune affinità con le parlate toscane, specialmente con l'aretino e l'utilizzo di parole e verbi dell'italiano antico. Tuttavia alcune parole del vernacolo si pensa abbiano origini tedesche data la somiglianza. Es. "breccia" dal tedesco antico "brecha", "trogolo", dal tedesco altomedievale: "trögel". Questo si pensa sia dovuto dall'influenza di nobili famiglie germaniche che si stanziarono nel territorio al seguito dell'imperatore Federico I Barbarossa dal Sacro Romano Impero come Degli Oddi (famiglia) oppure i Baglioni (famiglia). Lo stesso nome del quartiere di Rancolfo è di origine germanica e si è formato in età medievale. È costituito da due segmenti: quello in prima posizione è hring, con il significato di anello, recinto, o assemblea [ring in tedesco contemporaneo], mentre quello in seconda olfo [wolf in tedesco contemporaneo], ovverosia lupo. Ciò spiegherebbe anche la variante popolare (Rincolfo) ancora in uso al giorno d'oggi. D'altra parte la trasformazione della finale -i latina in -e, così come l'assenza della spirantizzazione della gutturale sorda (assente anche nell'aretino) ecc. lo differenziano ampiamente dal gruppo dialettale toscano di tipo standard (fiorentino) facendolo solitamente ascrivere, come il resto delle parlate umbre, alla grande famiglia dei dialetti italiani mediani.
Proverbio perugino:
"Chi bello vol comparì qualcosa ha da soffrì"

## Fonetica dialettale
- Chiusura della vocale sillabica nel dittongo ié, quindi piéde, iéri, cantiére,  diéci, insiéme, a differenza del toscano anche aretino, dove la pronuncia è aperta;

- Indebolimento delle vocali atone, soprattutto in alcuni particolari contesti fonetici: sto tren vien da Rezzǝ (questo treno viene da Arezzo), e ciò sarebbe dovuto ad influssi romagnoli;[senza fonte]

- Passaggio alla -s- sorda della -s- sonora intervocalica, quindi le parole casa e viso si pronunciano /'kasa/ e /'viso/ (con due -s- sorde).

- Il fenomeno più diffuso nel vocalismo è la palatalizzazione di /a/, realizzata come [æ], una e molto aperta presente anche in aretino: chène (cane), patèta (patata), tu, che fè? (tu, che fai?). Si verifica inoltre la scomparsa di vocali atone, ad es. sabto (sabato), tanto che nel parlato quotidiano si può sentire t'ev ditt de gicce! / t'ev itto de gicce! come t'evo ditto de gicce! (ti avevo detto di andarci). Tra le consonanti, la /k/ intervocalica non è mai aspirata, a differenza del toscano, e la /ʧ/ non subisce mai indedebolimento in [ʃ] (diffusa in altri dialetti dell'Italia centrale). Caratteristica consonantica tipica del perugino è la realizzazione arretrata delle occlusive dentali /t/ e /d/ , con la d retroflessa;

- Passaggio delle "i" finali in "e", ad es. porte (tu porti), passe (tu passi), pagne (panni): si tratta di un fenomeno che parte dalla zona di Arcevia, in provincia di Ancona, e che passa per Assisi e Orvieto, fino ad arrivare a Civitavecchia;

- Altri fenomeni non solo perugini o umbri ma centrali in genere, sono la presenza di [j:] in corrispondenza dell'italiano gl(i) (< lat. volg. *-lj-, come in ajjo rispetto all'it. aglio) e la realizzazione come [ʦ] di /s/ postconsonantica (ad es. penzare per it. pensare).

## Grammatica

### Coniugazione dei verbi

#### Presente
2ª persona singolare: -ni con trasformazione in -ghi: vieni, venghi, tieni, tenghi
Es. Venghi tuquie co lo sciuccamano ? → Vieni qui con l'asciugamano ?
Es. Tisto l'tenghi tu ? → Questo lo tieni tu ?

#### (Imperfitto) Imperfetto
3ª person a singolare: -éva con normale riduzione di a tonica, -éa: facea, arispondea, ea ("era"); -ìa: descurria.

#### (Passèto) Passato
I vari tipi tendono a unificarsi nella desinenza -ètte ed è: cadè, aniscondèè, rompè, sbattè, parturette; con passaggio analogico dalla III alla II coniugazione, forme dovute alla analogia delle organiche dette, stette. Si possono notare le seguenti forme: gì/andò, entravenì ("intravenne"), accanto a vinne; e artinne ("ritenne"); diè, fè ("fece"), dèmme ("mi diede"). Alla 3ªpersona plurale: -ònno e -orno; drentònno ("entrarono"), megliorònno, tiròn ("tirarono"), scannònno, staccònno, lasciòrno, mangiòrno, pacificòrno, stimòrno.

#### (Futureo) Futuro
2ª persona plurale in qualche esempio -èno: giocarèno, trovarèno; -ino: arvendrino; ìmo: farimo. 3ª persona plurale: hònno: arvònno, leggerònno, sarònno, scriverònno

#### (Condizionèle) Condizionale
1ª persona singolare: -ìa: bastaria, camparia, caveria, esciria, faria, mpararia. 1ª e 3ª persona singolare: -ibbe: dovribbe, potribbe, prenderibbe, brugeribbe, arvorribbe, crederibbe, piaceribbe

#### Avere -Avécce
| Presente            | Presente | Passato    |
| ------------------- | -------- | ---------- |
| Io                  | c'ho     | c'evo      |
| Tu                  | c'hè     | c'eve      |
| Lu/lia              | c'ha     | c'eva      |
| No/Noialtri/Noaltre | c'emo    | c'emo/emme |
| Vo/Voialtri/Voaltre | c'ete    | c'ete      |
| Lore                | c'honno  | c'eveno    |

Es.
Te l'evo ditto io d' ascoltamme! → Te l'avevo detto di ascoltarmi!
Io l'aveo ditto ta qui fioli de n' cerchè de saltè su pe i fossi com' i granocchie! → Io l'avevo detto a quei bambini di non cercare di saltare i fossi come le rane!

#### Essere -Esse
| Presente            | Presente |
| ------------------- | -------- |
| Io                  | sò       |
| Tu                  | sè       |
| Lu/le/lia           | è        |
| No/Noialtri/Noaltre | semo     |
| Vo/Voialtri/Voaltre | sete     |
| Lore                | enno     |

Es.
J'enno zompati adosso! → Gli sono saltati addosso!
Second me, qulli nun n'enno manco n grado d'adoprè que l'affere. → Secondo me, quelli non sono in grado di usare quell'aggeggio.

#### Frasi di esempio
Tu l'capischi l'donca? → Lo capisci il perugino?
E n' la veggo più → Non la vedo più
Che legghi tuquìe? → Che leggi di qui?
Ma che dichi? → Ma che dici?
L'hè sentuto ch'ha ditto? →  Hai sentito cosa ha detto?
N'è volsuto nì via! → Non è voluto venire via!
Tu me fè doventà matto, Dio m'aiuti! → Tu fai diventare matto, accidenti!

#### "Fare" e "andare"
Un altro fenomeno morfologico molto presente nel perugino (ma comune con il toscano) è l'abbreviazione delle prime persone singolari al presente di fare, andare.
- Fare: Fà

| Presente            | Presente |
| ------------------- | -------- |
| Io                  | fo       |
| Tu                  | fè       |
| Lu/lia              | fa       |
| No/Noialtri/Noaltre | facemo   |
| Vo/Voialtri/Voaltre | facete   |
| Lore                | fonno    |

- Andare: Andà/Gì/Ire

| Presente            | Presente | Passato       |
| ------------------- | -------- | ------------- |
| Io                  | vo       | so gito/ito   |
| Tu                  | vè       | sè gito/ito   |
| Lu/lia              | va       | è gita/ita    |
| No/Noialtri/Noaltre | gimo     | semo giti/iti |
| Vo/Voialtri/Voaltre | gite     | sete giti/iti |
| Lore                | vonno    | enno giti/iti |

#### Aggettivi possessivi
Altro fenomeno morfologico prevalente nel perugino è la perdita delle desinenze di genere e numero degli aggettivi possessivi delle tre persone singolari in posizione proclitica:
- mio, mia, miei, mie → mi,
- tuo, tua, tuoi, tue → tu,
- suo, sua, suoi, sue → su. In perugino, quindi: la mi chèsa. Tuttavia quando l'aggettivo possessivo viene usato in funzione prepositiva, o come pronome possessivo dopo il verbo, la forma plurale presenta forme alternative:
  - italiano standard: Prendo le mie
  - perugino: Prendo i mia

- - italiano standard: Non sono affari tuoi
  - perugino: N'enno affari tua

#### Perdita di "-re"
Un altro fenomeno morfologico, è la perdita della desinenza -re dell'infinito.
- zappàre → zappè
- pèrdere → pèrde
- finìre → finì
- mangiàre → magnè

Caratteristica importante di questa perdita è che l'accento rimane sulle posizioni precedenti, e non si sposta sulla nuova penultima sillaba, differenziando spesso la nuova forma dalla terza persona singolare dell'indicativo presente.
Le forme risultanti sono congeminanti quando ultimali (i.e. quando l'accento d'intensità cade sull'ultima sillaba), il che si spiega postulando una forma intermedia in -r.
Questo fenomeno non si riscontra nelle zone di Firenze e Prato tranne che all'interno di frase.
Nel verbo all'infinito seguito da particella pronominale la r finale del verbo sparisce e raddoppia la lettera iniziale del pronome.
- lavarsi → lavasse
- lavarmi → lavamme
- lavarti → lavatte
- lavarci → lavacce
- lavarvi → lavavve

Nei verbi all'infinito della seconda coniugazione seguiti da particella pronominale si ha la scomparsa non solo della r ma dell'intero gruppo er il quale viene sostituito da una i.
- permettersi → perméttese

#### "Maschilizzazione" di sostantivi
- Le braccia → i bracci
- Le ginocchia → i ginocchi
- Le dita → i diti
- Le orecchie → i orecchi

#### "Femminilizzazione" di sostantivi
- L'orecchio → la recchia
- Il piede → la pieda
- Il cappello → la cappella
- Il sacco → la sacca
- Il berretto → la berretta

### L'utilizzo dell'italiano antico
Nel perugino si possono riscontrare, seppur pochi, alcuni verbi e sostantivi dell'italiano antico:
- Prima → Dianzi → Dianzi ho magnèto la ciaramicla
- Dove → Dua → Dua sè ito?
- Tardi → Tardo → È tardo. Ite a letto
- Prendere → Auire → Chi me l'ha aùto?
- Triste → Tristo → Commai lia è trista?
- Togliere → Cavare → Cavete d'i cojombri!
- Andare → Gire → Potem gì?

## La varietà di italiano regionale
A differenza di ciò che accadde solitamente nelle altre regioni italiane, dove la parlata del capoluogo finisce per diffondersi in tutti i centri, in Umbria la parlata di Perugia continua ad avere una sua influenza solo nei 15 comuni che dal Medioevo costituiscono il suo contado. 
Il registro linguistico della varietà locale italiana perugina viene spesso scambiata da chi viene da fuori per una parlata toscana. Nella parlata si possono riscontrare vocaboli molto popolari anche in toscana, come: maremma, sicché, cojombero, cannella, majala oppure dei rafforzativi come: a me mi, ma però... Possiamo fare qualche esempio di italiano di Perugia (in parentesi l'italiano standard): ha fatto tutto da lu (ha fatto tutto da sé), l bèbo (il papà), l'hè chiamèta la Giovanna? (hai chiamato Giovanna?), c'enno le mele ? (ci sono le mele ?), L mi babbo è ito su a lavorà (Il mio papà è andato su a lavorare), Tuqui sta cosa n' se pole fà ! (Questa cosa non si può fare qui), semola (lentiggini), frégo (ragazzo), torta (pizza salata). La parlata italiana locale ha avuto una produzione letteraria a partire dal XIV secolo.